# Дитрих фон Керпен
Дитрих (Теодерих III) фон Керпен (на немски: Dietrich (Theoderich III), Herr von Kerpen; † сл. 1265/сл. 1310) е благородник от фамилията фон Керпен, господар на замък Керпен в Южен Айфел в Рейнланд-Пфалц.
Той е син на Хайнрих II фон Керпен († сл. 1235), господар на Керпен и Мандершайд в Южен Айфел, и съпругата му Ерменгарда фон Бетинген († сл. 1235), дъщеря на Хайнрих фон Бетинген († сл. 1234) и Матилда.
Братята Дитрих/Теодерих III фон Керпен и Вилхелм II фон Мандершайд († сл. 1270) разделят наследството през средата на 13 век. Вилхелм получава Мандершайд, а Дитрих/Теодерих III става господар на Керпен. През 1299 г. той се споменава като господар на Керпен като „ленсман“ на Кьолнската църква.

## Фамилия
Дитрих (Теодерих III) фон Керпен се жени за неизвестна. Те имат четири дъщери:
- София, монахиня в Мариентал
- Юта, монахиня в Боневег
- Аделхайд, омъжена за Йохан фон Браунсхорн
- Хедвиг, омъжена за Куно фон Шьонбург в Ойзлинг († сл. 1321)

Дитрих (Теодерих III) фон Керпен се жени втори път за Маргарета фон Моестроф († сл. 1303), наследничка на Моестроф, дъщеря на Йохан фон Моестроф. Те имат децата:
- Дитрих фон Керпен-Илинген († между 29 септември 1327 – 7 януари 1335), господар на Илинген, женен сл. 1322 г. за Йоханета фон Варсберг-Ролинген († сл. 1359)
- Конрад фон Керпен († сл. 1343), господар на Керпен, женен I. за Елизабет фон Мерш, II. за Елизабет фон Райфершайд († сл. 1342)
- Лукардис фон Керпен († сл. 1316), омъжена за Рихард фон Даун, маршал на Даун († 1316)
- Хедвиг фон Керпен († 1339), омъжена за Герлах III/IV фон Долендорф († 1334)
- Маргарета фон Керпен († сл. 1330), омъжена за Хайнрих фон Бефорт цу Бефорт († сл. 1336)
- Хайнрих фон Керпен († сл. 1333), господар на Линстер и Майзембург, женен за Клариса († сл. 1310)
- Йохан, катедрален приор в Кьолн
- Хайнрих, приор в „Св. Гереон“ в Кьолн